# Jilm habrolistý
Jilm habrolistý (Ulmus minor), též jako jilm polní či jilm ladní, je listnatý strom z čeledi jilmovité (Ulmaceae).

## Popis
Jilm habrolistý je strom s hladkou kůrou. Jeho později podélně rozbrázděné větve jsou obrostlé střídavými, stopkatými listy. Listy jsou vejcovité, listová čepel je nepravidelná, okraj je dvojitě pilovitý. Na zkrácených větvích se brzy na jaře vyvíjejí svazečky květů, které vykvetou ještě před pučením listů. Opylování probíhá větrem. Plody jsou křídlaté nažky.
Jilm habrolistý se může dožít 600 let a vyrůst do výšky 40 metrů.

## Výskyt
Jilm roste na okrajích lesů, ve smíšených hájích a lužních lesích. Často se vysazuje v zahradách a parcích.

## Galerie

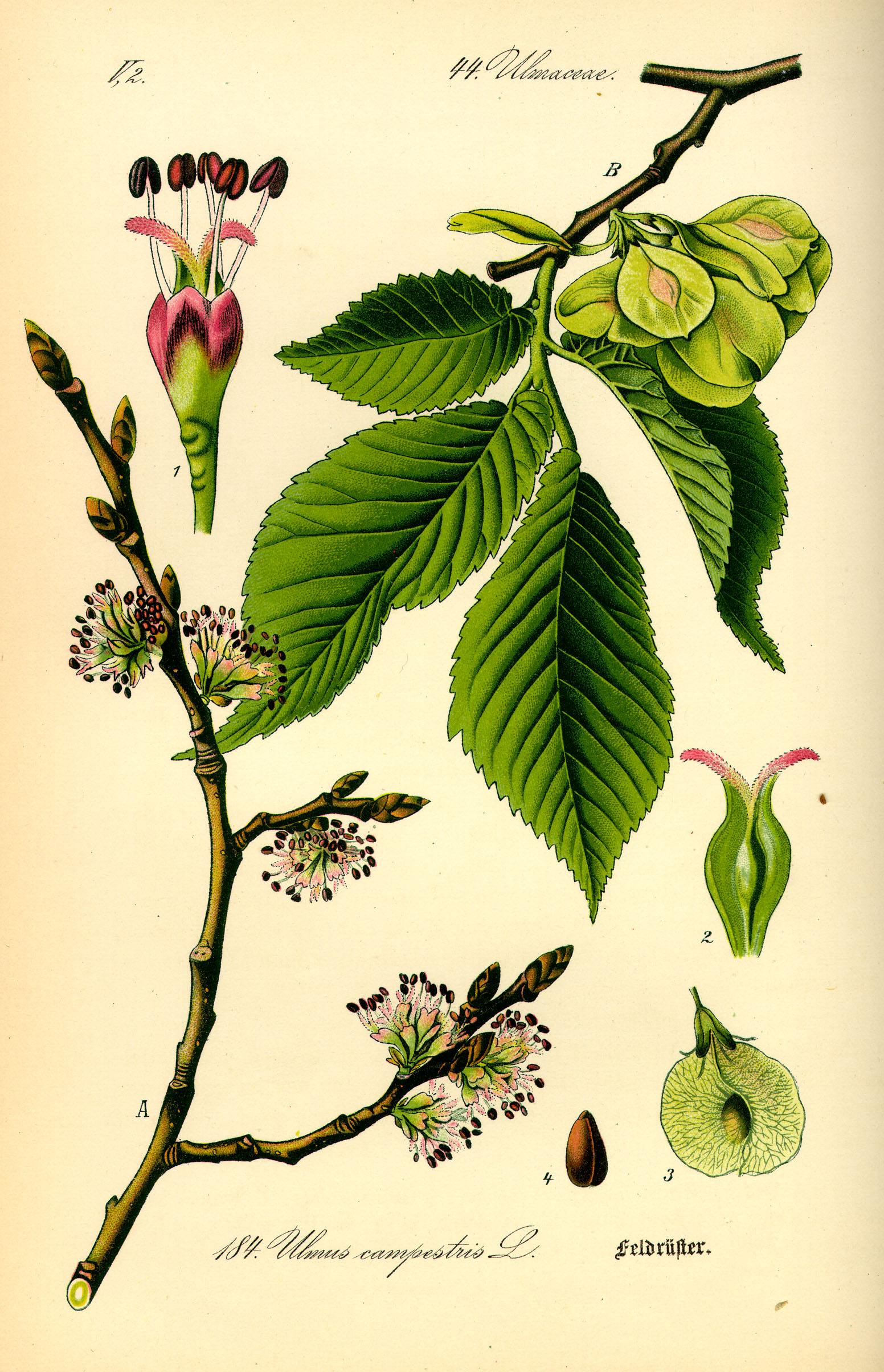
Jilm habrolistý (Ulmus minor)
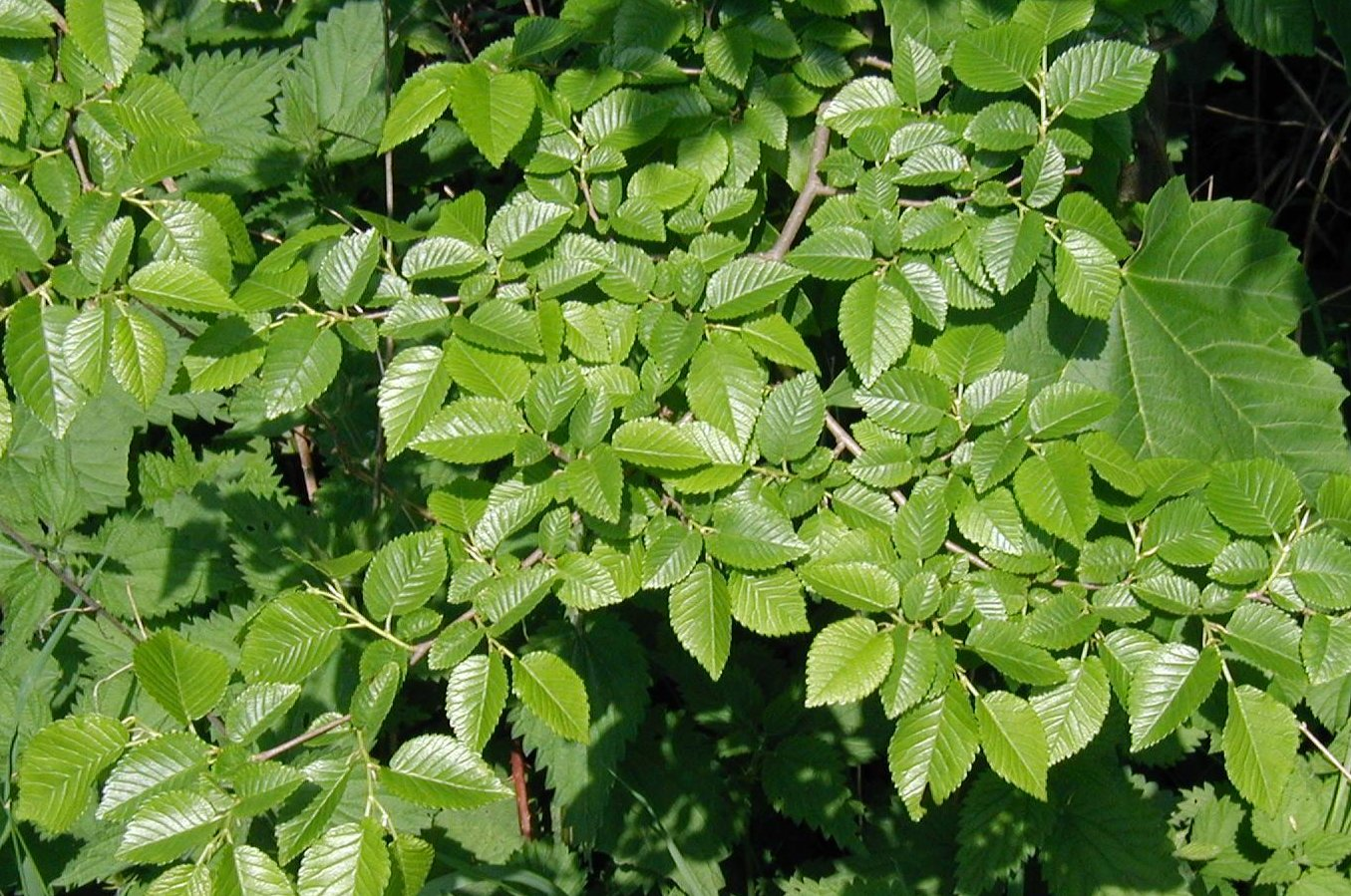
Listy jilmu habrolistého
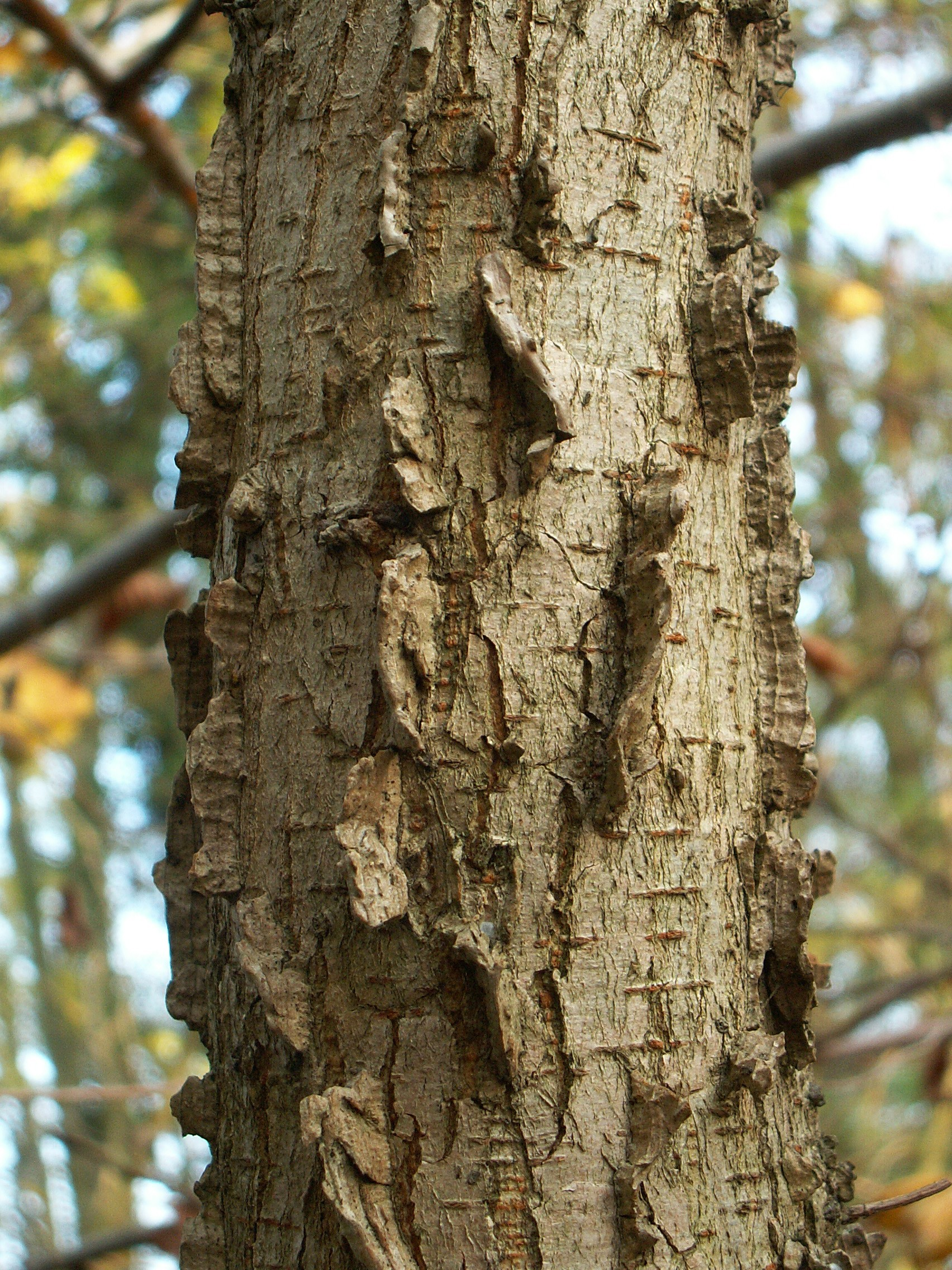
Kmen jilmu habrolistého
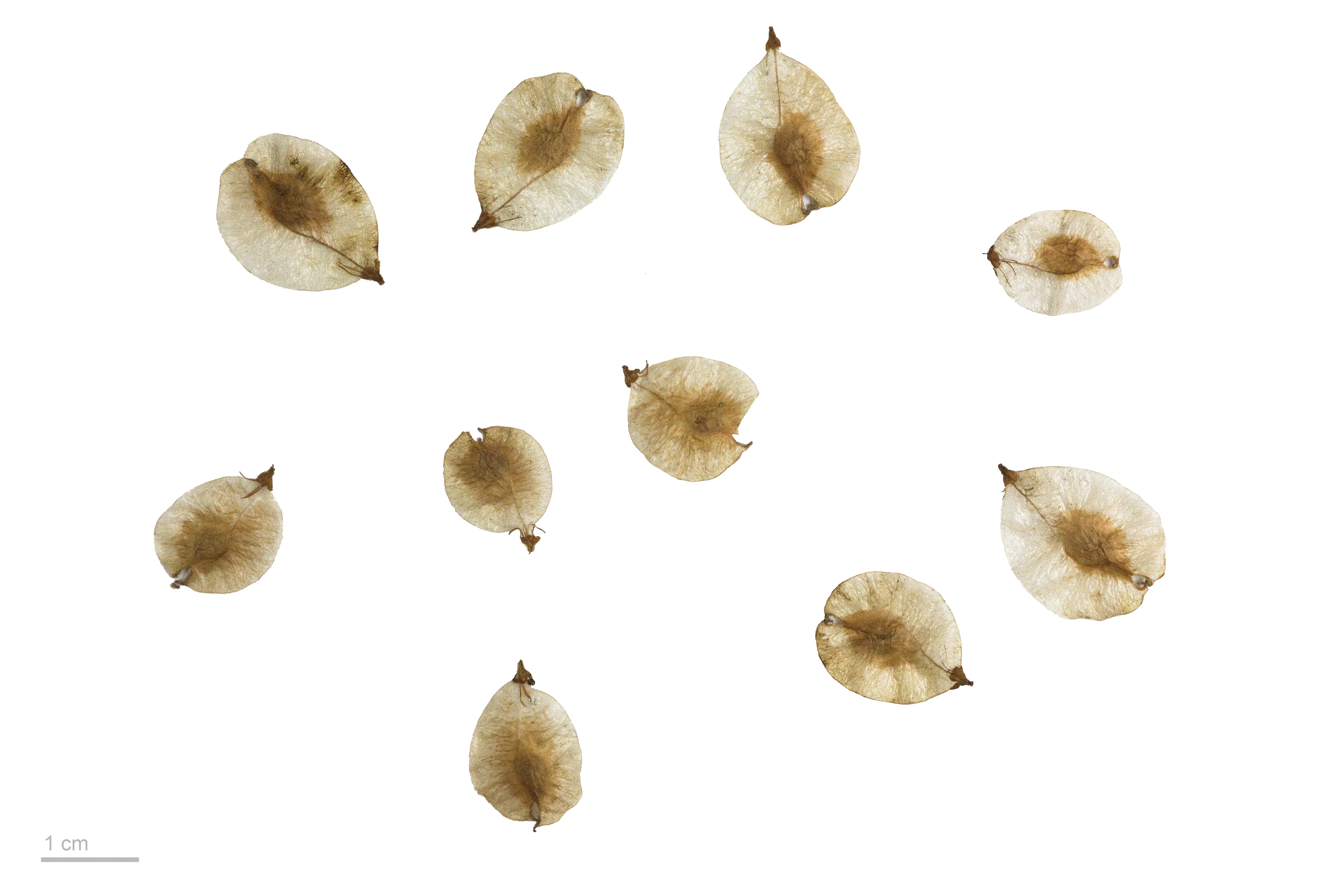
Křídlaté nažky